# Challenge Cup 2024-2025
Navigation
EPCR Challenge Cup 2023-2024 EPCR Challenge Cup 2025-2026
La Challenge Cup 2024-2025, oppose pour la saison 2024-2025 vingt-deux équipes européennes et sud-africaines de rugby à XV.
Le format de la compétition est le même que celui de l'année précédente. Ainsi, dix-huit équipes sont qualifiées et réparties en trois poules de six qui s'affrontent partiellement sur quatre matchs. Les quatre premières équipes de chaque poule sont qualifiées pour les huitièmes de finale. Elles sont rejointes à ce niveau de la compétition par quatre équipes de Champions Cup classées cinquième de leur poule.
La compétition se déroule du 6 décembre 2024 au 23 mai 2025. La finale se joue au Principality Stadium de Cardiff, elle est remportée par Bath Rugby sur le score de 37 à 12 contre le Lyon OU.

## Présentation

### Équipes en compétition
Dix-huit équipes accèdent à la compétition lors de la phase de poules, en conséquence - pour seize d'entre elles - de leur non qualification à la Champions Cup durant la saison précédente :
- Les équipes classées 9e et 10e de Premiership.
- Les six équipes de Top 14 non qualifiées pour la Champions Cup, indifféremment maintenues de Top 14 ou promues de Pro D2.
- Les huit franchises du United Rugby Championship non qualifiées pour la Champions Cup, c'est-à-dire les équipes les moins biens classées au classement général exceptées le tenant du titre de la Challenge Cup.

Les clubs qualifiés sont les suivants :
| - Gloucester Rugby - Newcastle Falcons | - Section paloise - USA Perpignan - Lyon OU - Aviron bayonnais - Montpellier HR - RC Vannes | - Ospreys - Lions - Édimbourg Rugby - Connacht Rugby - Cardiff Rugby - Scarlets - Dragons RFC - Zebre Parma |

Pour compléter la compétition et arriver au nombre de dix-huit équipes, l'EPCR invite deux équipes supplémentaires. Leur identité est dévoilée le 18 juin :
- Cheetahs
- Black Lion

### Calendrier
| Nom                                             | Date                                                                                   | Équipes participantes |
| ----------------------------------------------- | -------------------------------------------------------------------------------------- | --------------------- |
| Phase de poules Tirage au sort : 2 juillet 2024 |                                                                                        |                       |
| Journée 1 Journée 2 Journée 3 Journée 4         | 6/7/9 décembre 2024 13/14/15 décembre 2024 10/11/12 janvier 2025 17/18/19 janvier 2025 | 18                    |
| Phase éliminatoire                              |                                                                                        |                       |
| Huitièmes de finale                             | 4/5/6 avril 2025                                                                       | 16                    |
| Quarts de finale                                | 12/13 avril 2025                                                                       | 8                     |
| Demi-finale                                     | 3/4 mai 2025                                                                           | 4                     |
| Finale                                          | 23 mai 2025                                                                            | 2                     |

## Phase de poules

### Tirage au sort
Le tirage au sort à lieu le 2 juillet 2024 vers 12h00, au Principality Stadium de Cardiff.
Les équipes sont tirées au sort l'une après l'autre et placées dans trois poules de six équipes chacune. La première équipe tirée au sort est placée dans la poule A, la deuxième dans la poule B, la troisième dans la poule C, la quatrième dans la poule A et ainsi de suite. Le tirage au sort doit malgré tout respecter certains principes clés. Si, lors du tirage d'une équipe, un principe n'est pas respecté, alors elle est placée dans la poule suivante et le tirage au sort reprend à partir de la poule dans laquelle la précédente équipe n'a pas pu être placé. Les principes clés sont les suivants:
- Chaque poule doit contenir deux équipes de Top 14.
- Les deux clubs de Premiership, ainsi que la province irlandaise du Connacht doivent être séparés dans des poules différentes.
- Les deux franchises invitées ainsi que la franchise sud-africaine des Lions doivent être séparés dans des poules différentes.
- Les équipes écossaises et italiennes d'Édimbourg Rugby et du Zebre Parma, doivent être séparés dans des poules différentes car elles évoluent en dans la même conférence en URC.
- Une poule doit comprendre deux franchises galloises, étant donné qu'il y a quatre équipes galloises pour trois poules
- Chaque poule contient au maximum trois équipes d'URC
- Seuls deux des équipes suivantes peuvent être inclus dans la même poule: Ospreys, Scarlets, Lions et Édimbourg Rugby[3].

### Format et règlement
La première phase de la compétition voit les équipes disputer quatre matchs de classement. Chaque équipe rencontre ainsi quatre autres équipes, une seule fois, à domicile ou à l'extérieur. De plus, il n'y a pas de matchs entre clubs d'une même ligue à l'exception des équipes d'URC.
À l'issue de la première phase, les quatre premières formations de chacune des poules se qualifient pour les huitième de finale, et sont rejointes par quatre clubs reversés de la Champions Cup.
Les classements sont établis en suivant les règles suivantes :
- 4 points de classement pour une victoire ;
- 2 points de classement pour un match nul ;
- 1 point de classement de bonus si l'équipe inscrit 4 essais ou plus ;
- 1 point de classement de bonus si l'équipe perd de 7 points ou moins.

En cas d'égalité au classement entre une ou plusieurs équipes, comptent, dans l'ordre :
1. la meilleure différence de points ;
2. le nombre d'essais inscrits ;
3. le nombre de joueurs suspendus pour des incidents disciplinaires, par ordre croissant.

Si l'égalité est toujours constatée, un tirage au sort est réalisé entre les équipes concernées.

### Matchs et classements
Les matchs de la phase de poule se déroulent durant quatre week-ends du 8 décembre 2023 au 21 janvier 2024.
Légende des classements
- Qualification en huitième de finale

Légende des résultats
- Victoire de l'équipe à domicile
- Match nul
- Victoire de l'équipe en déplacement

#### Poule A
| Rang | Club          | J | V | N | D | Bo | Bd | Pm  | Pe  | Diff | Pts |
| ---- | ------------- | - | - | - | - | -- | -- | --- | --- | ---- | --- |
| 1    | Connacht      | 4 | 4 | 0 | 0 | 4  | 0  | 154 | 73  | +81  | 20  |
| 2    | Lyon OU       | 4 | 3 | 0 | 1 | 2  | 0  | 150 | 118 | +32  | 14  |
| 3    | USA Perpignan | 4 | 2 | 1 | 1 | 1  | 0  | 100 | 92  | +8   | 11  |
| 4    | Cardiff Rugby | 4 | 1 | 0 | 3 | 2  | 1  | 91  | 98  | -7   | 7   |
| 5    | Cheetahs      | 4 | 1 | 1 | 2 | 0  | 0  | 73  | 132 | -59  | 6   |
| 6    | Zebre Parma   | 4 | 0 | 0 | 4 | 0  | 2  | 70  | 125 | -55  | 2   |

| Résultats (▼dom., ►ext.) | CAR   | CON   | CHE   | PER   | LOU   | ZEB   |
| Cardiff Rugby            | —     | 19-28 | 26-10 | —     | —     | —     |
| Connacht                 | —     | —     | —     | —     | 52-24 | 43-12 |
| Cheetahs                 | —     | —     | —     | 20-20 | —     | 22-18 |
| USA Perpignan            | 23-20 | 18-31 | —     | —     | —     | —     |
| Lyon OU                  | 37-26 | —     | 68-21 | —     | —     | —     |
| Zebre Parma              | —     | —     | —     | 21-39 | 19-21 | —     |

#### Poule B
| Rang | Club              | J | V | N | D | Bo | Bd | Pm  | Pe  | Diff | Pts |
| ---- | ----------------- | - | - | - | - | -- | -- | --- | --- | ---- | --- |
| 1    | Montpellier HR    | 4 | 4 | 0 | 0 | 3  | 0  | 131 | 41  | +90  | 19  |
| 2    | Ospreys           | 4 | 3 | 0 | 1 | 3  | 0  | 111 | 116 | -5   | 15  |
| 3    | Section paloise   | 4 | 2 | 0 | 2 | 3  | 1  | 119 | 108 | +11  | 12  |
| 4    | Lions             | 4 | 2 | 0 | 2 | 2  | 0  | 122 | 103 | +19  | 10  |
| 5    | Dragons RFC       | 4 | 1 | 0 | 3 | 0  | 1  | 61  | 116 | -55  | 5   |
| 6    | Newcastle Falcons | 4 | 0 | 0 | 4 | 0  | 0  | 55  | 115 | -60  | 0   |

| Résultats (▼dom., ►ext.) | MHR   | PAU   | NEW   | DRA   | LIO   | OSP   |
| Montpellier HR           | —     | —     | —     | —     | 28-5  | 59-15 |
| Section paloise          | —     | —     | 32-19 | —     | —     | 28-31 |
| Newcastle Falcons        | 7-26  | —     | —     | 14-22 | —     | —     |
| Dragons RFC              | 14-18 | 15-24 | —     | —     | —     | —     |
| Lions                    | —     | 43-35 | —     | 60-10 | —     | —     |
| Ospreys                  | —     | —     | 35-15 | —     | 30-14 | —     |

#### Poule C
| Rang | Club             | J | V | N | D | Bo | Bd | Pm  | Pe  | Diff | Pts |
| ---- | ---------------- | - | - | - | - | -- | -- | --- | --- | ---- | --- |
| 1    | Édimbourg Rugby  | 4 | 3 | 0 | 1 | 3  | 1  | 127 | 67  | +60  | 16  |
| 2    | Aviron bayonnais | 4 | 3 | 0 | 1 | 2  | 0  | 125 | 101 | +24  | 14  |
| 3    | Scarlets         | 4 | 2 | 0 | 2 | 2  | 1  | 97  | 94  | +3   | 11  |
| 4    | Gloucester Rugby | 4 | 2 | 0 | 2 | 1  | 0  | 82  | 115 | -33  | 9   |
| 5    | RC Vannes        | 4 | 1 | 0 | 3 | 2  | 2  | 115 | 108 | +7   | 8   |
| 6    | Black Lion       | 4 | 1 | 0 | 3 | 0  | 0  | 71  | 132 | -61  | 4   |

| Résultats (▼dom., ►ext.) | VAN   | BLA   | BAY   | SCA   | EDI   | GLO   |
| RC Vannes                | —     | —     | —     | —     | 25-29 | 43-19 |
| Black Lion               | 22-19 | —     | 16-41 | —     | —     | —     |
| Aviron bayonnais         | —     | —     | —     | 17-16 | —     | 55-17 |
| Scarlets                 | 38-28 | 36-18 | —     | —     | —     | —     |
| Édimbourg Rugby          | —     | 36-15 | 52-12 | —     | —     | —     |
| Gloucester Rugby         | —     | —     | —     | 31-7  | 15-10 | —     |

## Phase éliminatoire
La phase éliminatoire débute le week-end du 4 avril 2025 par des huitièmes de finale entre les seize équipes qualifiées. Les quatre meilleures équipes de chaque poule sont rejointes par quatre équipes reversées de Champions Cup.
Ces équipes sont classées afin de déterminer les oppositions pour les huitièmes de finale et l'ensemble de la phase éliminatoire ainsi que les équipes ayant l'avantage du terrain:
- les vainqueurs de poule en Challenge Cup sont classés de 1er à 3e ;
- les seconds de poule en Challenge Cup sont classés de 4e à 6e ;
- les deux meilleurs troisièmes de poule en Challenge Cup sont classés 7e et 8e ;
- les quatre repêchés de Champions Cup sont classés de 9e à 12e ;
- le moins bon troisième de poule en Challenge Cup est classé 13e ;
- les quatrièmes de poule en Challenge Cup sont classés de 14e à 16e.

Les équipes de même classement en phase de poule du Challenge européen et celles reversées Coupe d'Europe sont départagées, dans l'ordre, selon les critères suivants :
- le nombre de points de classement accumulés
- la meilleure différence de points ;
- le nombre d'essais inscrits ;
- le nombre de joueurs suspendus pour des incidents disciplinaires, par ordre croissant.

Si l'égalité est toujours constatée, un tirage au sort est réalisé entre les équipes concernées.
| Rang | Club             | Poule | Pos | Pts | Diff | Em |
| ---- | ---------------- | ----- | --- | --- | ---- | -- |
| 1    | Connacht         | A     | 1er | 20  | +81  | 25 |
| 2    | Montpellier HR   | B     | 1er | 19  | +90  | 19 |
| 3    | Édimbourg Rugby  | C     | 1er | 16  | +60  | 19 |
| 4    | Ospreys          | B     | 2e  | 15  | -5   | 16 |
| 5    | Lyon OU          | A     | 2e  | 14  | +32  | 21 |
| 6    | Aviron bayonnais | C     | 2e  | 14  | +24  | 18 |
| 7    | Section paloise  | B     | 3e  | 12  | +11  | 14 |
| 8    | USA Perpignan    | A     | 3e  | 11  | +8   | 12 |
| 13   | Scarlets         | C     | 3e  | 11  | +3   | 13 |
| 14   | Lions            | B     | 4e  | 10  | +19  | 18 |
| 15   | Gloucester Rugby | C     | 4e  | 9   | -33  | 12 |
| 16   | Cardiff Rugby    | A     | 4e  | 7   | -7   | 13 |

| Rang | Club       | Poule | Pos | Pts | Diff | Em |
| ---- | ---------- | ----- | --- | --- | ---- | -- |
| 9    | Racing 92  | D     | 5e  | 9   | -12  | 12 |
| 10   | Bath Rugby | B     | 5e  | 7   | -12  | 13 |
| 11   | Bulls      | C     | 5e  | 5   | -29  | 12 |
| 12   | Sharks     | A     | 5e  | 5   | -87  | 10 |

- Équipe jouant le huitième de finale à domicile
- Équipe jouant le huitième de finale à l'extérieur

### Tableau final
|  | Huitièmes de finale        | Huitièmes de finale      | Huitièmes de finale      | Huitièmes de finale      |    |                 | Quarts de finale          | Quarts de finale          | Quarts de finale          | Quarts de finale          |  |  | Demi-finales           | Demi-finales           | Demi-finales           | Demi-finales           |  |  | Finale                | Finale                | Finale                | Finale                |
|  |                            |                          |                          |                          |    |                 |                           |                           |                           |                           |  |  |                        |                        |                        |                        |  |  |                       |                       |                       |                       |
|  | 4 avril 2025 - Edimbourg   | 4 avril 2025 - Edimbourg | 4 avril 2025 - Edimbourg | 4 avril 2025 - Edimbourg |    |                 | 12 avril 2025 - Edimbourg | 12 avril 2025 - Edimbourg | 12 avril 2025 - Edimbourg | 12 avril 2025 - Edimbourg |  |  | 3 mai 2025 - Edimbourg | 3 mai 2025 - Edimbourg | 3 mai 2025 - Edimbourg | 3 mai 2025 - Edimbourg |  |  | 23 mai 2025 - Cardiff | 23 mai 2025 - Cardiff | 23 mai 2025 - Cardiff | 23 mai 2025 - Cardiff |
|  | 3                          | Édimbourg Rugby          | 24                       | 24                       |    |                 | 12 avril 2025 - Edimbourg | 12 avril 2025 - Edimbourg | 12 avril 2025 - Edimbourg | 12 avril 2025 - Edimbourg |  |  | 3 mai 2025 - Edimbourg | 3 mai 2025 - Edimbourg | 3 mai 2025 - Edimbourg | 3 mai 2025 - Edimbourg |  |  | 23 mai 2025 - Cardiff | 23 mai 2025 - Cardiff | 23 mai 2025 - Cardiff | 23 mai 2025 - Cardiff |
|  | 3                          | Édimbourg Rugby          | 24                       | 24                       |    |                 | 12 avril 2025 - Edimbourg | 12 avril 2025 - Edimbourg | 12 avril 2025 - Edimbourg | 12 avril 2025 - Edimbourg |  |  | 3 mai 2025 - Edimbourg | 3 mai 2025 - Edimbourg | 3 mai 2025 - Edimbourg | 3 mai 2025 - Edimbourg |  |  | 23 mai 2025 - Cardiff | 23 mai 2025 - Cardiff | 23 mai 2025 - Cardiff | 23 mai 2025 - Cardiff |
|  | 14                         | Lions                    | 12                       | 12                       |    |                 | 12 avril 2025 - Edimbourg | 12 avril 2025 - Edimbourg | 12 avril 2025 - Edimbourg | 12 avril 2025 - Edimbourg |  |  | 3 mai 2025 - Edimbourg | 3 mai 2025 - Edimbourg | 3 mai 2025 - Edimbourg | 3 mai 2025 - Edimbourg |  |  | 23 mai 2025 - Cardiff | 23 mai 2025 - Cardiff | 23 mai 2025 - Cardiff | 23 mai 2025 - Cardiff |
|  | 14                         | Lions                    | 12                       | 12                       | 3  | Édimbourg Rugby | 34                        | 34                        |                           |                           |  |  | 3 mai 2025 - Edimbourg | 3 mai 2025 - Edimbourg | 3 mai 2025 - Edimbourg | 3 mai 2025 - Edimbourg |  |  | 23 mai 2025 - Cardiff | 23 mai 2025 - Cardiff | 23 mai 2025 - Cardiff | 23 mai 2025 - Cardiff |
|  | 5 avril 2025 - Bayonne     |                          |                          |                          | 3  | Édimbourg Rugby | 34                        | 34                        |                           |                           |  |  | 3 mai 2025 - Edimbourg | 3 mai 2025 - Edimbourg | 3 mai 2025 - Edimbourg | 3 mai 2025 - Edimbourg |  |  | 23 mai 2025 - Cardiff | 23 mai 2025 - Cardiff | 23 mai 2025 - Cardiff | 23 mai 2025 - Cardiff |
|  |                            |                          | 11                       | Bulls                    | 28 | 28              |                           |                           |                           |                           |  |  | 3 mai 2025 - Edimbourg | 3 mai 2025 - Edimbourg | 3 mai 2025 - Edimbourg | 3 mai 2025 - Edimbourg |  |  | 23 mai 2025 - Cardiff | 23 mai 2025 - Cardiff | 23 mai 2025 - Cardiff | 23 mai 2025 - Cardiff |
|  | 6                          | Aviron bayonnais         | 11                       | Bulls                    | 28 | 28              | 22                        | 22                        |                           |                           |  |  | 3 mai 2025 - Edimbourg | 3 mai 2025 - Edimbourg | 3 mai 2025 - Edimbourg | 3 mai 2025 - Edimbourg |  |  | 23 mai 2025 - Cardiff | 23 mai 2025 - Cardiff | 23 mai 2025 - Cardiff | 23 mai 2025 - Cardiff |
|  | 6                          | Aviron bayonnais         | 13 avril 2025 - Bath     |                          |    |                 | 22                        | 22                        |                           |                           |  |  | 3 mai 2025 - Edimbourg | 3 mai 2025 - Edimbourg | 3 mai 2025 - Edimbourg | 3 mai 2025 - Edimbourg |  |  | 23 mai 2025 - Cardiff | 23 mai 2025 - Cardiff | 23 mai 2025 - Cardiff | 23 mai 2025 - Cardiff |
|  | 11                         | Bulls                    | 32                       | 32                       |    |                 |                           |                           |                           |                           |  |  | 3 mai 2025 - Edimbourg | 3 mai 2025 - Edimbourg | 3 mai 2025 - Edimbourg | 3 mai 2025 - Edimbourg |  |  | 23 mai 2025 - Cardiff | 23 mai 2025 - Cardiff | 23 mai 2025 - Cardiff | 23 mai 2025 - Cardiff |
|  | 11                         | Bulls                    | 32                       | 32                       | 3  | Édimbourg Rugby | 24                        | 24                        |                           |                           |  |  |                        |                        |                        |                        |  |  | 23 mai 2025 - Cardiff | 23 mai 2025 - Cardiff | 23 mai 2025 - Cardiff | 23 mai 2025 - Cardiff |
|  | 4 avril 2025 - Pau         |                          |                          |                          | 3  | Édimbourg Rugby | 24                        | 24                        |                           |                           |  |  |                        |                        |                        |                        |  |  | 23 mai 2025 - Cardiff | 23 mai 2025 - Cardiff | 23 mai 2025 - Cardiff | 23 mai 2025 - Cardiff |
|  |                            |                          | 10                       | Bath Rugby               | 39 | 39              |                           |                           |                           |                           |  |  |                        |                        |                        |                        |  |  | 23 mai 2025 - Cardiff | 23 mai 2025 - Cardiff | 23 mai 2025 - Cardiff | 23 mai 2025 - Cardiff |
|  | 7                          | Section paloise          | 10                       | Bath Rugby               | 39 | 39              | 24                        | 24                        |                           |                           |  |  |                        |                        |                        |                        |  |  | 23 mai 2025 - Cardiff | 23 mai 2025 - Cardiff | 23 mai 2025 - Cardiff | 23 mai 2025 - Cardiff |
|  | 7                          | Section paloise          | 4 mai 2025 - Lyon        |                          |    |                 | 24                        | 24                        |                           |                           |  |  |                        |                        |                        |                        |  |  | 23 mai 2025 - Cardiff | 23 mai 2025 - Cardiff | 23 mai 2025 - Cardiff | 23 mai 2025 - Cardiff |
|  | 10                         | Bath Rugby               | 49                       | 49                       |    |                 |                           |                           |                           |                           |  |  |                        |                        |                        |                        |  |  | 23 mai 2025 - Cardiff | 23 mai 2025 - Cardiff | 23 mai 2025 - Cardiff | 23 mai 2025 - Cardiff |
|  | 10                         | Bath Rugby               | 49                       | 49                       | 10 | Bath Rugby      | 61                        | 61                        |                           |                           |  |  |                        |                        |                        |                        |  |  | 23 mai 2025 - Cardiff | 23 mai 2025 - Cardiff | 23 mai 2025 - Cardiff | 23 mai 2025 - Cardiff |
|  | 5 avril 2025 - Montpellier |                          |                          |                          | 10 | Bath Rugby      | 61                        | 61                        |                           |                           |  |  |                        |                        |                        |                        |  |  | 23 mai 2025 - Cardiff | 23 mai 2025 - Cardiff | 23 mai 2025 - Cardiff | 23 mai 2025 - Cardiff |
|  |                            |                          | 15                       | Gloucester Rugby         | 26 | 26              |                           |                           |                           |                           |  |  |                        |                        |                        |                        |  |  | 23 mai 2025 - Cardiff | 23 mai 2025 - Cardiff | 23 mai 2025 - Cardiff | 23 mai 2025 - Cardiff |
|  | 2                          | Montpellier HR           | 15                       | Gloucester Rugby         | 26 | 26              | 17                        | 17                        |                           |                           |  |  |                        |                        |                        |                        |  |  | 23 mai 2025 - Cardiff | 23 mai 2025 - Cardiff | 23 mai 2025 - Cardiff | 23 mai 2025 - Cardiff |
|  | 2                          | Montpellier HR           | 12 avril 2025 - Swansea  |                          |    |                 | 17                        | 17                        |                           |                           |  |  |                        |                        |                        |                        |  |  | 23 mai 2025 - Cardiff | 23 mai 2025 - Cardiff | 23 mai 2025 - Cardiff | 23 mai 2025 - Cardiff |
|  | 15                         | Gloucester Rugby         | 24                       | 24                       |    |                 |                           |                           |                           |                           |  |  |                        |                        |                        |                        |  |  | 23 mai 2025 - Cardiff | 23 mai 2025 - Cardiff | 23 mai 2025 - Cardiff | 23 mai 2025 - Cardiff |
|  | 15                         | Gloucester Rugby         | 24                       | 24                       | 10 | Bath Rugby      | 37                        | 37                        |                           |                           |  |  |                        |                        |                        |                        |  |  |                       |                       |                       |                       |
|  | 6 avril 2025 - Swansea     |                          |                          |                          | 10 | Bath Rugby      | 37                        | 37                        |                           |                           |  |  |                        |                        |                        |                        |  |  |                       |                       |                       |                       |
|  |                            |                          | 5                        | Lyon OU                  | 12 | 12              |                           |                           |                           |                           |  |  |                        |                        |                        |                        |  |  |                       |                       |                       |                       |
|  | 4                          | Ospreys                  | 5                        | Lyon OU                  | 12 | 12              | 36                        | 36                        |                           |                           |  |  |                        |                        |                        |                        |  |  |                       |                       |                       |                       |
|  | 4                          | Ospreys                  |                          |                          |    |                 |                           | 36                        |                           |                           |  |  |                        |                        |                        |                        |  |  |                       |                       |                       |                       |
|  | 13                         | Scarlets                 | 14                       | 14                       |    |                 |                           |                           |                           |                           |  |  |                        |                        |                        |                        |  |  |                       |                       |                       |                       |
|  | 13                         | Scarlets                 | 14                       | 14                       | 4  | Ospreys         | 18                        | 18                        |                           |                           |  |  |                        |                        |                        |                        |  |  |                       |                       |                       |                       |
|  | 6 avril 2025 - Lyon        |                          |                          |                          | 4  | Ospreys         | 18                        | 18                        |                           |                           |  |  |                        |                        |                        |                        |  |  |                       |                       |                       |                       |
|  |                            |                          | 5                        | Lyon OU                  | 20 | 20              |                           |                           |                           |                           |  |  |                        |                        |                        |                        |  |  |                       |                       |                       |                       |
|  | 5                          | Lyon OU                  | 5                        | Lyon OU                  | 20 | 20              | 34                        | 34                        |                           |                           |  |  |                        |                        |                        |                        |  |  |                       |                       |                       |                       |
|  | 5                          | Lyon OU                  | 12 avril 2025 - Galway   |                          |    |                 | 34                        | 34                        |                           |                           |  |  |                        |                        |                        |                        |  |  |                       |                       |                       |                       |
|  | 12                         | Sharks                   | 21                       | 21                       |    |                 |                           |                           |                           |                           |  |  |                        |                        |                        |                        |  |  |                       |                       |                       |                       |
|  | 12                         | Sharks                   | 21                       | 21                       | 5  | Lyon OU         | 29                        | 29                        |                           |                           |  |  |                        |                        |                        |                        |  |  |                       |                       |                       |                       |
|  | 5 avril 2025 - Galway      |                          |                          |                          | 5  | Lyon OU         | 29                        | 29                        |                           |                           |  |  |                        |                        |                        |                        |  |  |                       |                       |                       |                       |
|  |                            |                          | 9                        | Racing 92                | 15 | 15              |                           |                           |                           |                           |  |  |                        |                        |                        |                        |  |  |                       |                       |                       |                       |
|  | 1                          | Connacht                 | 9                        | Racing 92                | 15 | 15              | 35                        | 35                        |                           |                           |  |  |                        |                        |                        |                        |  |  |                       |                       |                       |                       |
|  | 1                          | Connacht                 |                          |                          |    |                 |                           | 35                        |                           |                           |  |  |                        |                        |                        |                        |  |  |                       |                       |                       |                       |
|  | 16                         | Cardiff Rugby            | 20                       | 20                       |    |                 |                           |                           |                           |                           |  |  |                        |                        |                        |                        |  |  |                       |                       |                       |                       |
|  | 16                         | Cardiff Rugby            | 20                       | 20                       | 1  | Connacht        | 40                        | 40                        |                           |                           |  |  |                        |                        |                        |                        |  |  |                       |                       |                       |                       |
|  | 5 avril 2025 - Perpignan   |                          |                          |                          | 1  | Connacht        | 40                        | 40                        |                           |                           |  |  |                        |                        |                        |                        |  |  |                       |                       |                       |                       |
|  |                            |                          | 9                        | Racing 92                | 43 | 43              |                           |                           |                           |                           |  |  |                        |                        |                        |                        |  |  |                       |                       |                       |                       |
|  | 8                          | USA Perpignan            | 9                        | Racing 92                | 43 | 43              | 18                        | 18                        |                           |                           |  |  |                        |                        |                        |                        |  |  |                       |                       |                       |                       |
|  | 8                          | USA Perpignan            |                          |                          |    |                 |                           | 18                        |                           |                           |  |  |                        |                        |                        |                        |  |  |                       |                       |                       |                       |
|  | 9                          | Racing 92                | 24                       | 24                       |    |                 |                           |                           |                           |                           |  |  |                        |                        |                        |                        |  |  |                       |                       |                       |                       |
|  | 9                          | Racing 92                | 24                       | 24                       |    |                 |                           |                           |                           |                           |  |  |                        |                        |                        |                        |  |  |                       |                       |                       |                       |
|  |                            |                          |                          |                          |    |                 |                           |                           |                           |                           |  |  |                        |                        |                        |                        |  |  |                       |                       |                       |                       |

### Huitièmes de finale
Les huitièmes de finale se jouent en une manche les 4, 5 et 6 avril 2025. Les équipes les mieux classées lors de la phase de poule jouent à domicile.
| 4 avril 2025 21 h | Édimbourg Rugby | 24 - 12 (17 - 0) | Lions | Edinburgh Rugby Stadium, Édimbourg 5 407 spectateurs Arbitre : Ludovic Cayre |
| 4 avril 2025 21 h | Essai(s) : 4 Goosen (en) (2e), Vellacott (10e), Ritchie (29e), Price (72e) Transformation(s) : 2 Thompson (30e, 73e) Carton(s) jaune(s) : 1 Gilchrist (45e) | Rapport          | Essai(s) : 2 F. Horn (en) (47e), Visagie (76e) Transformation(s) : 1 Steyn (en) (77e) Carton(s) jaune(s) : 1 Q. Horn (23e) | Edinburgh Rugby Stadium, Édimbourg 5 407 spectateurs Arbitre : Ludovic Cayre |
| 4 avril 2025 21 h | | Rapport          | | Edinburgh Rugby Stadium, Édimbourg 5 407 spectateurs Arbitre : Ludovic Cayre |

| 4 avril 2025 21 h | Section paloise | 24 - 49 (10 - 28) | Bath Rugby | Stade du Hameau, Pau 6 816 spectateurs Arbitre : Hollie Davidson |
| 4 avril 2025 21 h | Essai(s) : 3 Tuipulotu (27e), Brau-Boirie (62e, 69e) Transformation(s) : 3 Desperes (28e, 62e, 69e) Pénalité(s) : 1 Desperes (20e) | Rapport           | Essai(s) : 7 Muir (2e), Cokanasiga (22e), Obano (30e), Bayliss (35e), Dunn (43e), McConnochie (57e), Reid (en) (72e) Transformation(s) : 7 Donoghue (en) (3e, 23e, 31e, 36e, 44e, 58e, 73e) Carton(s) rouge(s) : 1 Underhill (56e) | Stade du Hameau, Pau 6 816 spectateurs Arbitre : Hollie Davidson |
| 4 avril 2025 21 h | | Rapport           | | Stade du Hameau, Pau 6 816 spectateurs Arbitre : Hollie Davidson |

| 5 avril 2025 13 h 30 | Aviron bayonnais | 22 - 32 (8 - 15) | Bulls | Stade Jean-Dauger, Bayonne 10 675 spectateurs Arbitre : Christophe Ridley (en) |
| 5 avril 2025 13 h 30 | Essai(s) : 3 Mori (33e), Bourdeau (49e), Spring (76e) Transformation(s) : 2 Spring (50e), Tiberghien (77e) Pénalité(s) : 1 B. Germain (6e) | Rapport          | Essai(s) : 4 Petersen (16e), Ludwig (en) (39e), Kriel (45e), van Staden (68e) Transformation(s) : 3 Johannes (en) (40e, 46e), Goosen (69e) Pénalité(s) : 2 Johannes (15e), Goosen (80e+1) Carton(s) jaune(s) : 1 A. van der Merwe (56e) | Stade Jean-Dauger, Bayonne 10 675 spectateurs Arbitre : Christophe Ridley (en) |
| 5 avril 2025 13 h 30 | | Rapport          | | Stade Jean-Dauger, Bayonne 10 675 spectateurs Arbitre : Christophe Ridley (en) |

| 5 avril 2025 18 h 30 | Montpellier HR                                                                                           | 17 - 24 (17 - 14) | Gloucester Rugby | Stade Yves-du-Manoir, Montpellier 5 579 spectateurs Arbitre : Morné Ferreira (en) |
| 5 avril 2025 18 h 30 | Essai(s) : 2 Bouthier (5e), Reus (10e) Transformation(s) : 2 Reus (6e, 11e) Pénalité(s) : 1 Reus (40e+1) | Rapport           | Essai(s) : 3 Thomas (26e), Jordan (en) (34e), Ackermann (en) (58e) Transformation(s) : 3 Carreras (27e, 35e, 58e) Pénalité(s) : 1 Carreras (80e+1) Carton(s) jaune(s) : 1 Englefield (en) (52e) | Stade Yves-du-Manoir, Montpellier 5 579 spectateurs Arbitre : Morné Ferreira (en) |
| 5 avril 2025 18 h 30 | | Rapport           | | Stade Yves-du-Manoir, Montpellier 5 579 spectateurs Arbitre : Morné Ferreira (en) |

| 5 avril 2025 21 h | Connacht | 35 - 20 (14 - 8) | Cardiff Rugby | Galway Sportsground, Galway 4 217 spectateurs Arbitre : Luc Ramos |
| 5 avril 2025 21 h | Essai(s) : 5 Devine (3e), Jansen (en) (40e+5), Treacy (42e), Bolton (67e), Boyle (77e) Transformation(s) : 5 Hanrahan (4e, 40e+6, 43e), Ioane (67e, 78e) Carton(s) jaune(s) : 1 Hansen (33e) | Rapport          | Essai(s) : 3 Lee-Lo (38e), Thomas (54e), Adams (61e) Transformation(s) : 1 Thomas (55e) Pénalité(s) : 1 Sheedy (13e) Carton(s) jaune(s) : 2 McNally (40e+3), Thomas (76e) | Galway Sportsground, Galway 4 217 spectateurs Arbitre : Luc Ramos |
| 5 avril 2025 21 h | | Rapport          | | Galway Sportsground, Galway 4 217 spectateurs Arbitre : Luc Ramos |

| 5 avril 2025 21 h | USA Perpignan | 18 - 24 (11 - 10) | Racing 92 | Stade Aimé-Giral, Perpignan 9 816 spectateurs Arbitre : Gianluca Gnecchi (en) |
| 5 avril 2025 21 h | Essai(s) : 2 Allan (36e), Veredamu (54e) Transformation(s) : 1 Allan (55e) Pénalité(s) : 2 Allan (14e, 18e) Carton(s) jaune(s) : 1 Naqalevu (19e) | Rapport           | Essai(s) : 3 Bamba (24e), Joseph (42e), Naituvi (66e) Transformation(s) : 3 Farrell (25e), Gibert (43e), Le Garrec (67e) Pénalité(s) : 1 Farrell (9e) | Stade Aimé-Giral, Perpignan 9 816 spectateurs Arbitre : Gianluca Gnecchi (en) |
| 5 avril 2025 21 h | | Rapport           | | Stade Aimé-Giral, Perpignan 9 816 spectateurs Arbitre : Gianluca Gnecchi (en) |

| 6 avril 2025 18 h 30 | Ospreys | 36 - 14 (26 - 7) | Scarlets                                                                      | Liberty Stadium, Swansea 9 057 spectateurs Arbitre : Matthew Carley |
| 6 avril 2025 18 h 30 | Essai(s) : 6 Beard (2e), Morgan (5e), Davies (29e), Lake (39e), Walsh (en) (53e), Kasende (62e) Transformation(s) : 3 Edwards (3e, 30e, 40e) | Rapport          | Essai(s) : 2 Murray (11e), James (72e) Transformation(s) : 2 Lloyd (12e, 72e) | Liberty Stadium, Swansea 9 057 spectateurs Arbitre : Matthew Carley |
| 6 avril 2025 18 h 30 | | Rapport          |                                                                               | Liberty Stadium, Swansea 9 057 spectateurs Arbitre : Matthew Carley |

| 6 avril 2025 18 h 30 | Lyon OU | 34 - 21 (27 - 7) | Sharks | Stade de Gerland, Lyon 10 475 spectateurs Arbitre : Federico Vedovelli |
| 6 avril 2025 18 h 30 | Essai(s) : 5 Tchaptchet (17e), William (21e), Charcosset (28e), Maraku (38e), Rattez (68e) Transformation(s) : 3 Berdeu (22e, 29e), Méliande (68e) Pénalité(s) : 1 Berdeu (8e) | Rapport          | Essai(s) : 3 Mbatha (en) (5e), Rahl (70e), Mavesere (80e) Transformation(s) : 3 Masuku (en) (6e), Smith (70e, 80e) | Stade de Gerland, Lyon 10 475 spectateurs Arbitre : Federico Vedovelli |
| 6 avril 2025 18 h 30 | | Rapport          | | Stade de Gerland, Lyon 10 475 spectateurs Arbitre : Federico Vedovelli |

### Quarts de finale
Les quarts de finale se jouent en une manche le week-end du 12 avril 2025. Les équipes les mieux classées lors de la phase de poule jouent à domicile.
| 12 avril 2025 13 h 30 | Édimbourg Rugby | 34 - 28 (24 - 7) | Bulls | Edinburgh Rugby Stadium, Édimbourg 4 737 spectateurs Arbitre : Pierre Brousset |
| 12 avril 2025 13 h 30 | Essai(s) : 4 Lang (en) (4e, 25e), Bradbury (14e), Gilchrist (43e) Transformation(s) : 4 Thompson (5e, 14e, 26e, 44e) Pénalité(s) : 2 Thompson (38e, 60e) Carton(s) jaune(s) : 1 McCann (en) (47e) | Rapport          | Essai(s) : 4 Kriel (17e, 77e), de pénalité (47e), Hanekom (50e) Transformation(s) : 4 Johannes (en) (17e), de pénalité (47e), Goosen (51e, 77e) Carton(s) jaune(s) : 2 Burger (en) (8e), Kirsten (52e) | Edinburgh Rugby Stadium, Édimbourg 4 737 spectateurs Arbitre : Pierre Brousset |
| 12 avril 2025 13 h 30 | | Rapport          | | Edinburgh Rugby Stadium, Édimbourg 4 737 spectateurs Arbitre : Pierre Brousset |

| 12 avril 2025 18 h 30 | Ospreys | 18 - 20 (10 - 13) | Lyon OU | Liberty Stadium, Swansea 3 723 spectateurs Arbitre : Andrew Brace |
| 12 avril 2025 18 h 30 | Essai(s) : 2 Morgan (26e), McGuigan (71e) Transformation(s) : 1 Edwards (27e) Pénalité(s) : 2 Edwards (20e, 55e) | Rapport           | Essai(s) : 2 Rattez (7e), Guillard (51e) Transformation(s) : 2 Berdeu (8e, 52e) Pénalité(s) : 2 Berdeu (22e, 35e) | Liberty Stadium, Swansea 3 723 spectateurs Arbitre : Andrew Brace |
| 12 avril 2025 18 h 30 | | Rapport           | | Liberty Stadium, Swansea 3 723 spectateurs Arbitre : Andrew Brace |

| 12 avril 2025 21 h | Connacht | 40 - 43 (28 - 24) | Racing 92 | Galway Sportsground, Galway 6 217 spectateurs Arbitre : Christophe Ridley (en) |
| 12 avril 2025 21 h | Essai(s) : 6 Aki (3e), Prendergast (9e, 30e), de pénalité (13e), Murphy (en) (73e), Forde (en) (79e) Transformation(s) : 5 JJ Hanrahan (4e, 10e, 31e, 80e), de pénalité (13e) | Rapport           | Essai(s) : 5 Naituvi (6e), Escobar (19e), Le Garrec (25e, 49e), Tuisova (34e) Transformation(s) : 3 Lancaster (26e, 34e), Le Garrec (50e) Pénalité(s) : 3 Lancaster (43e), Le Garrec (57e, 65e) Drop(s) : 1 Farrell (54e) Carton(s) jaune(s) : 1 Farrell (77e) Carton(s) rouge(s) : 1 Naituvi (13e) | Galway Sportsground, Galway 6 217 spectateurs Arbitre : Christophe Ridley (en) |
| 12 avril 2025 21 h | | Rapport           | | Galway Sportsground, Galway 6 217 spectateurs Arbitre : Christophe Ridley (en) |

| 13 avril 2025 18 h 30 | Bath Rugby | 61 - 26 (33 - 19) | Gloucester Rugby | The Recreation Ground, Bath 9 445 spectateurs Arbitre : Sam Grove-White (en) |
| 13 avril 2025 18 h 30 | Essai(s) : 9 de Glanville (4e), Dunn (11e), Griffin (15e), Spencer (30e), Barbeary (39e, 51e), Coetzee (en) (66e), Hill (71e), Dunn (11e), Carr-Smith (79e) Transformation(s) : 8 Russell (5e, 16e, 30e, 40e, 52e, 67e, 72e, 80e) Carton(s) jaune(s) : 1 Hill (27e) | Rapport           | Essai(s) : 4 Carreras (7e), Singleton (23e, Morris (en) (37e), Ludlow (74e) Transformation(s) : 3 Carreras (8e, 23e, 74e) | The Recreation Ground, Bath 9 445 spectateurs Arbitre : Sam Grove-White (en) |
| 13 avril 2025 18 h 30 | | Rapport           | | The Recreation Ground, Bath 9 445 spectateurs Arbitre : Sam Grove-White (en) |

### Demi-finales
Les demi-finales se jouent en une manche le week-end du 3 mai 2025. Les équipes les mieux classées lors de la phase de poule jouent à domicile.
| 3 mai 2025 16 h | Édimbourg Rugby | 24 - 39 (10 - 12) | Bath Rugby | Edinburgh Rugby Stadium, Édimbourg 7 989 spectateurs Arbitre : Nika Amashukeli |
| 3 mai 2025 16 h | Essai(s) : 3 Tuipulotu (en) (18e), de pénalité (42e), Price (64e) Transformation(s) : 3 Thompson (19e, 65e), de pénalité (42e) Pénalité(s) : 1 Thompson (37e) Carton(s) jaune(s) : 1 Skinner (48e) | Rapport           | Essai(s) : 6 Underhill (8e), Dunn (30e, 53e), Barbeary (59e), Annett (75e), Pepper (77e) Transformation(s) : 3 Russell (9e, 54e, 76e) Pénalité(s) : 1 Russell (63e) Carton(s) jaune(s) : 2 Muir (13e), de Glanville (43e) | Edinburgh Rugby Stadium, Édimbourg 7 989 spectateurs Arbitre : Nika Amashukeli |
| 3 mai 2025 16 h | | Rapport           | | Edinburgh Rugby Stadium, Édimbourg 7 989 spectateurs Arbitre : Nika Amashukeli |

| 4 mai 2025 13 h 30 | Lyon OU | 29 - 15 (10 - 8) | Racing 92 | Stade de Gerland, Lyon 13 205 spectateurs Arbitre : Karl Dickson |
| 4 mai 2025 13 h 30 | Essai(s) : 2 Rattez (27e), Saghinadze (50e) Transformation(s) : 2 Berdeu (28e, 51e) Pénalité(s) : 5 Berdeu (24e, 47e, 62e, 67e, 72e) Carton(s) jaune(s) : 1 Maraku (35e) | Rapport          | Essai(s) : 2 Escobar (35e), Labarbe (54e) Transformation(s) : 1 Tedder (55e) Pénalité(s) : 1 Tedder (22e) Carton(s) jaune(s) : 1 Habosi (72e) | Stade de Gerland, Lyon 13 205 spectateurs Arbitre : Karl Dickson |
| 4 mai 2025 13 h 30 | | Rapport          | | Stade de Gerland, Lyon 13 205 spectateurs Arbitre : Karl Dickson |

### Finale
La finale se joue le vendredi 23 mai 2025 au Millennium Stadium, à Cardiff.
| Finale 23 mai 2025 21 h | Bath Rugby | 37 - 12 (17 - 5) | Lyon OU                                                                     | Millennium Stadium, Cardiff 36 705 spectateurs Arbitre : Hollie Davidson Diffuseur : Premier Sports (en), France 3, BeIn Sports, FloRugby, SuperSport |
| Finale 23 mai 2025 21 h | Essai(s) : 4 Dunn (19e), Ojomoh (24e), Obano (50e), Spencer (62e) Transformation(s) : 4 Russell (20e, 24e, 51e, 63e) Pénalité(s) : 3 Russell (8e, 42e, 71e) Carton(s) jaune(s) : 2 Underhill (28e), Muir (34e) | Rapport          | Essai(s) : 2 Dumortier (2e), Botha (43e) Transformation(s) : 1 Berdeu (44e) | Millennium Stadium, Cardiff 36 705 spectateurs Arbitre : Hollie Davidson Diffuseur : Premier Sports (en), France 3, BeIn Sports, FloRugby, SuperSport |
| Finale 23 mai 2025 21 h | | Rapport          |                                                                             | Millennium Stadium, Cardiff 36 705 spectateurs Arbitre : Hollie Davidson Diffuseur : Premier Sports (en), France 3, BeIn Sports, FloRugby, SuperSport |

## Statistiques et prix

### Meilleurs réalisateurs
| Rang | Joueur            | Club             | Essais | Transf. | Pén. | Drops | Points |
| ---- | ----------------- | ---------------- | ------ | ------- | ---- | ----- | ------ |
| 1    | Léo Berdeu        | Lyon OU          | 2      | 16      | 8    | 0     | 66     |
| 2    | Axel Desperes     | Section paloise  | 1      | 13      | 10   | 0     | 61     |
| 3    | Dan Edwards       | Ospreys          | 2      | 13      | 2    | 1     | 45     |
| 4    | Finn Russell      | Bath Rugby       | 0      | 15      | 4    | 0     | 42     |
| 5    | Luka Matkava      | Black Lion       | 0      | 3       | 11   | 0     | 39     |
| 6    | Ross Thompson     | Édimbourg Rugby  | 0      | 13      | 4    | 0     | 38     |
| 7    | Antoine Aucagne   | USA Perpignan    | 1      | 4       | 8    | 0     | 37     |
| 8    | Santiago Carreras | Gloucester Rugby | 1      | 9       | 0    | 0     | 29     |
| 9    | Tommaso Allan     | USA Perpignan    | 2      | 2       | 4    | 0     | 26     |
| 10   | Tom Dunn          | Bath Rugby       | 5      | 0       | 0    | 0     | 25     |
| 10   | Camille Lopez     | Aviron bayonnais | 2      | 6       | 1    | 0     | 25     |
| 10   | Ioan Lloyd        | Scarlets         | 0      | 8       | 3    | 0     | 25     |

### Meilleurs marqueurs
| Rang | Joueur            | Club            | Essais |
| ---- | ----------------- | --------------- | ------ |
| 1    | Tom Dunn          | Bath Rugby      | 5      |
| 2    | Josh Adams        | Cardiff Rugby   | 4      |
| 2    | Paul Boyle        | Connacht        | 4      |
| 2    | Wes Goosen (en)   | Édimbourg Rugby | 4      |
| 2    | Josh Macleod (en) | Scarlets        | 4      |
| 2    | Jac Morgan        | Ospreys         | 4      |
| 2    | Chay Mullins (en) | Connacht        | 4      |
| 2    | Ben Murphy (en)   | Connacht        | 4      |
| 2    | Ali Price         | Édimbourg Rugby | 4      |
| 10   | Onze joueurs      | Onze joueurs    | 3      |